# Temuwulan
Temuwulan is een bestuurslaag in het regentschap Jombang van de provincie Oost-Java, Indonesië. Temuwulan telt 2593 inwoners (volkstelling 2010).